# Toxorhina basiseta
Toxorhina basiseta là một loài ruồi trong họ Limoniidae. Chúng phân bố ở miền Australasia.